# OTTAVA con brio
『OTTAVA con brio』（オッターヴァ コン ブリオ）は、クラシック音楽専門ラジオ局のOTTAVAで放送されていたリクエスト番組。
2023年1月10日にOTTAVAで開始された同名の番組についても述べる。

## 第1期(TBS時代)

### 概要
TBSの傘下にあった時期のOTTAVAでは唯一のリクエスト番組。赤坂サカス内のOTTAVAスタジオ（当時）からの生放送だった。楽曲のリクエストは電子メールのほか、2008年6月からはBIGLOBEの特設サイトでも受け付けていた。
OTTAVAのサイトでは直近1週間分の放送をオンデマンド配信していた。また、2008年9月29日から2010年4月2日まではTBSラジオでも番組の一部を遅れネットしていた。ネット終了後は、2011年3月まで日曜夜に放送していた音楽番組『Listen HEART!』にコーナーの機能を引き継いでいた。なお、TBSラジオでクラシック専門の音楽番組がレギュラー放送されるのは、日曜23時台に放送されていた『小朝の百万人の音楽』（出演:春風亭小朝）以来およそ18年ぶりのことであった。
OTTAVAの運営がTBSからナクソス・ジャパンに譲渡されたのを機に、2014年6月30日をもって終了。
「con brio」は「生き生きと」という意味の音楽用語。リスナーが「昆布漁」と表記することがある。

### 放送

#### 放送時間
- OTTAVA、BIGLOBE RADIO[2]（生放送）
毎週月曜日 - 金曜日 18:00 - 22:00（2010年4月1日 - 2014年6月。最終日となった2014年6月30日は24:00まで放送された[3]）
毎週月曜日 - 金曜日 18:00 - 21:30（2009年4月1日 - 2010年3月31日）
毎週月曜日 - 金曜日 22:00 - 25:00（ - 2009年3月31日）
- TBSラジオ（序盤の1時間のみ。1回遅れ）
毎週月曜日 - 金曜日 27:00 - 28:00（2008年9月29日 - 2010年4月2日）

#### プレゼンター
司会者（一般のラジオ番組におけるディスクジョッキーやパーソナリティ）をOTTAVAでは「プレゼンター」と呼ぶ。
- 斎藤茂（OTTAVAミュージックディレクター、2008年5月5日 - 2014年6月30日）
2008年5月5日 - 7月4日：月曜日 - 金曜日を担当。
2008年7月8日 - 12月22日：火曜日 - 金曜日を担当。
2008年12月23日 - 2009年4月2日：月曜日 - 金曜日を担当。
2009年4月6日 - 2014年6月30日：月曜日 - 木曜日を担当。
- 森雄一（ディスクジョッキー、2009年4月3日 - 2014年6月27日）
金曜日を担当。斎藤の不在時に代役をつとめたこともあった模様。

##### 過去のプレゼンター
- 宮前景（ - 2008年5月2日、月曜日 - 金曜日） - 2008年5月5日（月）の放送分より休業。番組側は理由を明らかにしていない。
- 栗原美和（インディペンデント・フィルムメーカー、2008年7月7日 - 2008年12月22日の毎週月曜日を担当）
- 藤田みさ（2010年3月1日 - 4日、斎藤の代役として）
- 沼倉真里子（2013年4月4日、斎藤の代役として）
- 本田聖嗣（ピアニスト、元OTTAVA frescoプレゼンター、2014年2月3日 - 6日、斎藤の代役として。2014年6月30日にも出演した[4]）

#### BGM
トークのBGMには、ヴォーカル・アンサンブル カペラの演奏による、ルネサンスのア・カペラを使用している。番組テーマ曲も彼らの演奏による、ジョスカン・デ・プレ作曲の「心惹くこの形見の衣よ」(Dulces exuviae)で、アルバム『ディドーの嘆き〜あるルネサンス写本の物語』に収録されている。

#### リクエストの種類
通常のリクエストのほか、プレゼンターにより異なるタイプのリクエストを受け付けている。
フレーバー・リクエスト
斎藤がリスナー個人の現在の気分や状況（特に曲名がわからないけれど、その心境に合わせたリクエストなど）に合わせた選曲を行う。
音の花束
森の担当回では、プレゼント目的のリクエストをメッセージとセットで受け付けている。

#### コーナー
クラシック・コンシェルジェ
金曜日放送。スポーツニッポンとのタイアップにより、注目公演などの情報を紹介する。2009年3月までは月曜日の放送で、同紙の文化社会部長の宮嶋極が出演していた。
コンピレーションの森
斎藤の担当日に放送。テーマに沿った楽曲をリスナーから募集するコンピレーション企画。一部は商品化が実現し、5タイトルが iTunes Music Storeにて販売された。音源は、Naxos Japan。後半の３タイトルは、リスナーが公募でジャケットをデザインした。
- OTTAVA con brio 燃焼系クラシック - アレグロ -10曲（2008年11月26日リリース）
- OTTAVA con brio 燃焼系クラシック - アンダンテ -11曲（2008年11月26日リリース）
- OTTAVA con brio クリスマスアルバム -12曲（2008年12月10日リリース）
- OTTAVA con brio 宇宙を感じるクラシック -15曲（2009年8月12日リリース）
- OTTAVA con brio 納涼! 恨めしクラシック♪ -17曲（2009年8月12日リリース）

※また上記以外に、開局記念のコンピレーションも発売していた。
- OTTAVA Presents - 音の花束 -16曲 （1997年4月開局記念としてリリース）音源は、HNH International Ltd.（Naxosの親会社）

みんなで鳴らそうシングル・ベル
クリスマス・イヴ直近の斎藤の担当日に放送。斎藤がルロイ・アンダーソン「そりすべり」に合わせてスレイベルを演奏する。クリスマスに一人で寂しくラジオを聴いているリスナーをOTTAVAがハブとなって繋ぎ合わせるという趣旨の、おひとりさま優先企画。2012年12月22日のイベントのためにOTTAVAが購入したスレイベルを24日に演奏したのが最初。翌年の2013年12月24日にも演奏された。
マイ・ベスト・アリア
斎藤の担当回で2010年から募集していたオペラのアリアの人気投票。最終的には1218人が投票した。結果はクラウドファンディングによりCD化されたほか、『PrimeSeat/OTTAVA Salone』2016年12月14日と21日(ともにプレゼンター：斎藤)でベスト20が発表された。
その他
宮前の担当回では、番組の最後に呼吸法やヨーガのポーズを紹介していた。
栗原の担当回では、番組の後半にお勧めの映画や書籍を紹介していた。

### エピソード
- 2010年にTBSラジオでの放送が終了するまでは、本番組の冒頭で流れる番組テーマ曲のインパクトについて、前時間帯に放送される番組の『JUNK』でたびたび取り上げられた。『雨上がり決死隊べしゃりブリンッ!』（水曜）のポッドキャストでは、パーソナリティの蛍原徹が番組テーマ曲のモノマネを披露したり、『伊集院光 深夜の馬鹿力』（月曜）では番組テーマ曲を題材にした「デブとドブスがコンブリオ」というコーナーが作られ、2014年初頭まで放送されていた。また、プレゼンターの斎藤茂は、伊集院光と上記コーナーについて番組内で触れ、「彼のトーク力には万人を惹きこむ魅力がある」と語った。
- OTTAVAのリスナーを「ブリメン」と呼ぶことがあるのは、この番組名に由来する。

## 第2期

### 概要
OTTAVA株式会社による「第2の開局」以降、リクエスト専門番組としての役割は、『OTTAVA Salone』『OTTAVA Andante』の斎藤の担当回が果たしていた。他のプレゼンターも、リクエスト番組という体裁は取っていないが、リスナーからのリクエストを受けつける者が多かった。
2022年10月、斎藤が『OTTAVA Andante』から『OTTAVA Now!』に移ってからは、OTTAVAにリクエスト専門の番組は存在しなくなった。リスナーからは、クラシック音楽初心者でもメールでの参加が容易なリクエスト番組の復活を求める声が多数上がった。しかし、リクエスト番組は収益化が困難なうえ、『OTTAVA Now!』が同時配信されるYouTubeではOTTAVAのアーカイブにある膨大な楽曲がほとんど流せないという事情があった。
解決策として、12月に、リクエスト番組の復活をめざす月単位のクラウドファンディングが立ち上げられた。12月のクラウドファンディングは成功。2023年1月10日に『OTTAVA Con brio』が復活した。
リクエストはメールのほか、実証実験として、2024年6月からLINEでも受けつけている。

### 放送

#### 放送時間
毎週火曜日　21:00 - 23:00(2023年10月現在)
※放送時間は毎月のクラウドファンディングの結果によって決まる。

#### プレゼンター
- 斎藤茂(2023年1月10日 - )

#### テーマ曲
第1期同様、ヴォーカル・アンサンブル カペラの演奏による、ジョスカン・デ・プレ作曲の「心惹くこの形見の衣よ」(Dulces exuviae)が使われている。